# فيليس رينولدز نايلور
فيليس رينولدز نايلور (بالإنجليزية: Phyllis Reynolds Naylor)‏ هي كاتبة للأطفال وكاتِبة أمريكية، ولدت في 4 يناير 1933 في مدينة اندرسون في الولايات المتحدة.

## وصلات خارجية
- الموقع الرسمي
- فيليس رينولدز نايلور على موقع ديسكوغز (الإنجليزية)